# Alysidiopsis yunnanensis
Alysidiopsis yunnanensis är en svampart som beskrevs av Y.L. Guo & X.J. Liu 1992. Alysidiopsis yunnanensis ingår i släktet Alysidiopsis, divisionen sporsäcksvampar och riket svampar.   Inga underarter finns listade i Catalogue of Life.